# Ляпунов, Дмитрий Петрович
Дми́трий Петро́вич Ляпуно́в (1775 – 1821) — российский военачальник эпохи наполеоновских войн, генерал-майор Русской императорской армии.

## Биография
Дмитрий Ляпунов родился в 1775 году в дворянской семье.
1 января 1784 года принят на воинскую службу в лейб-гвардии Семёновский полк в звании сержанта, через восемь лет получил звание прапорщика, а 16 октября 1800 года Ляпунов был произведён в полковники.

24 февраля 1806 года был награждён орденом Святого Георгия 4-го класса № 681 
В воздаяние отличного мужества и храбрости, оказанных в сражении 20 ноября при Аустерлице против французских войск.
В 1807 году принял непосредственное участие в баталии под Фридландом, которая завершилась поражением русской армии и привела к скорому подписанию Тильзитского мира.
13 января 1808 года Ляпунов назначен командиром Псковского пехотного (29 ноября 1796 — 22 февраля 1811 года — мушкетерского) полка. В начале 1812 года Псковский пехотный полк, командиром которого был Ляпунов, в составе 1-й бригады 7-й пехотной дивизии входил в 6-й пехотный корпус 1-й Западной армии.

В ходе Отечественной войны 1812 года сражался под Смоленском (золотая шпага «За храбрость»), при Бородине (чин генерал-майора 21 ноября 1812 года), а 15 февраля 1813 награждён орденом Святого Георгия 3-го класса № 268 
В ознаменование отличных подвигов храбрости и распорядительности, оказанных в сражении против французских войск 12-го октября при Малоярославце.
 Затем, в бою под Красным, вновь продемонстрировал свои лучшие качества.
В 1813 году генерал Ляпунов руководил бригадой входившей в состав 7-й пехотной дивизии; был комендантом Плоцка.
15 июля 1813 года по состоянию здоровья отправлен в отпуск, а с 1816 года нёс службу во внутренней страже.
18 января 1818 года получил почётную отставку.
Дмитрий Петрович Ляпунов умер 5 марта 1821 года.